# プリメーラ・ディビシオン (アルゼンチン)1894

チャンピオンシップ・カップ1894 (Championship Cup 1894)は、アマチュア時代におけるアルゼンチンのサッカーリーグ1部、プリメーラ・ディビシオンの第2回目のシーズンである。主催団体は「アルゼンチン・アソシエーション・フットボールリーグ」(Argentine Association Football League)。ローマスACが連覇し、プリメーラ・ディビシオンの歴史において最初の連覇達成チームとなった。

## 概要
6チームによるホーム・アンド・アウェー2回戦総当たり・全10節のリーグ戦。昨季出場した5チームからキルメス・ローヴァーズACとブエノスアイレス・イングリッシュ・ハイスクールが離脱し、代わってロサリオAC、ロボスAC、セント・アンドリュース・スコッツ・スクールが加盟して6チームになった。

## 結果
| 順位 | チーム                                     | 勝点 | 試合 | 勝 | 分 | 負 | 得 | 失 | 差  |
| ---- | ------------------------------------------ | ---- | ---- | -- | -- | -- | -- | -- | --- |
| 1    | ローマスAC                                 | 18   | 10   | 8  | 2  | 0  | 38 | 4  | 34  |
| 2    | ロサリオAC                                 | 16   | 10   | 7  | 2  | 1  | 21 | 8  | 13  |
| 3    | フローレスAC                               | 10   | 10   | 5  | 0  | 5  | 27 | 21 | 6   |
| 4    | ロボスAC                                   | 9    | 10   | 4  | 1  | 5  | 14 | 22 | -8  |
| 5    | セント・アンドリュース・スコッツ・スクール | 6    | 10   | 3  | 0  | 7  | 11 | 24 | -13 |
| 6    | レティーロAC                               | 1    | 10   | 0  | 1  | 9  | 1  | 33 | -32 |